# Ilha de São Jorge (Açores)

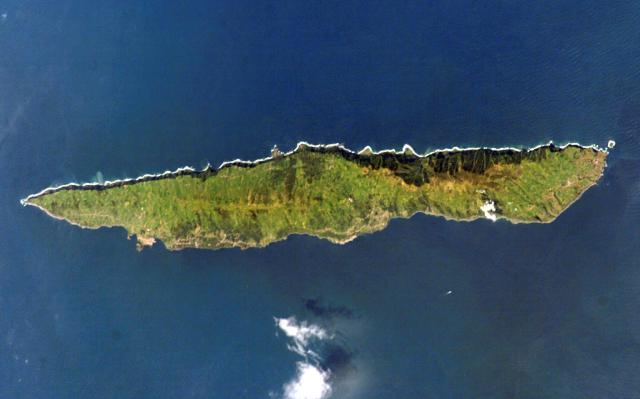
Ilha de São Jorge vista do espaço Space Shuttle

A ilha de São Jorge é uma ilha situada no centro do Grupo Central do arquipélago dos Açores, separada da ilha do Pico por um estreito de 15 km - o canal de São Jorge. A ilha tem 53 km de comprimento e 8 km de largura, sendo a sua área total de 237,59 km², e tem uma população de 8373 habitantes (Censos de 2021).

## Divisões administrativas
Administrativamente, a ilha é constituída por dois concelhos e onze freguesias:
- Concelho: Calheta
  - Calheta
  - Norte Pequeno
  - Ribeira Seca
  - Santo Antão
  - Vila do Topo
- Concelho: Velas
  - Manadas
  - Norte Grande
  - Rosais
  - Santo Amaro
  - Urzelina
  - Velas

Há três vilas: Calheta, Velas e Vila do Topo.

## Geografia
Esta ilha é atravessada por uma cordilheira montanhosa que atinge a altitude máxima de 1 053 metros, no Pico da Esperança. A costa é em geral rochosa, com arribas altas e escarpadas.

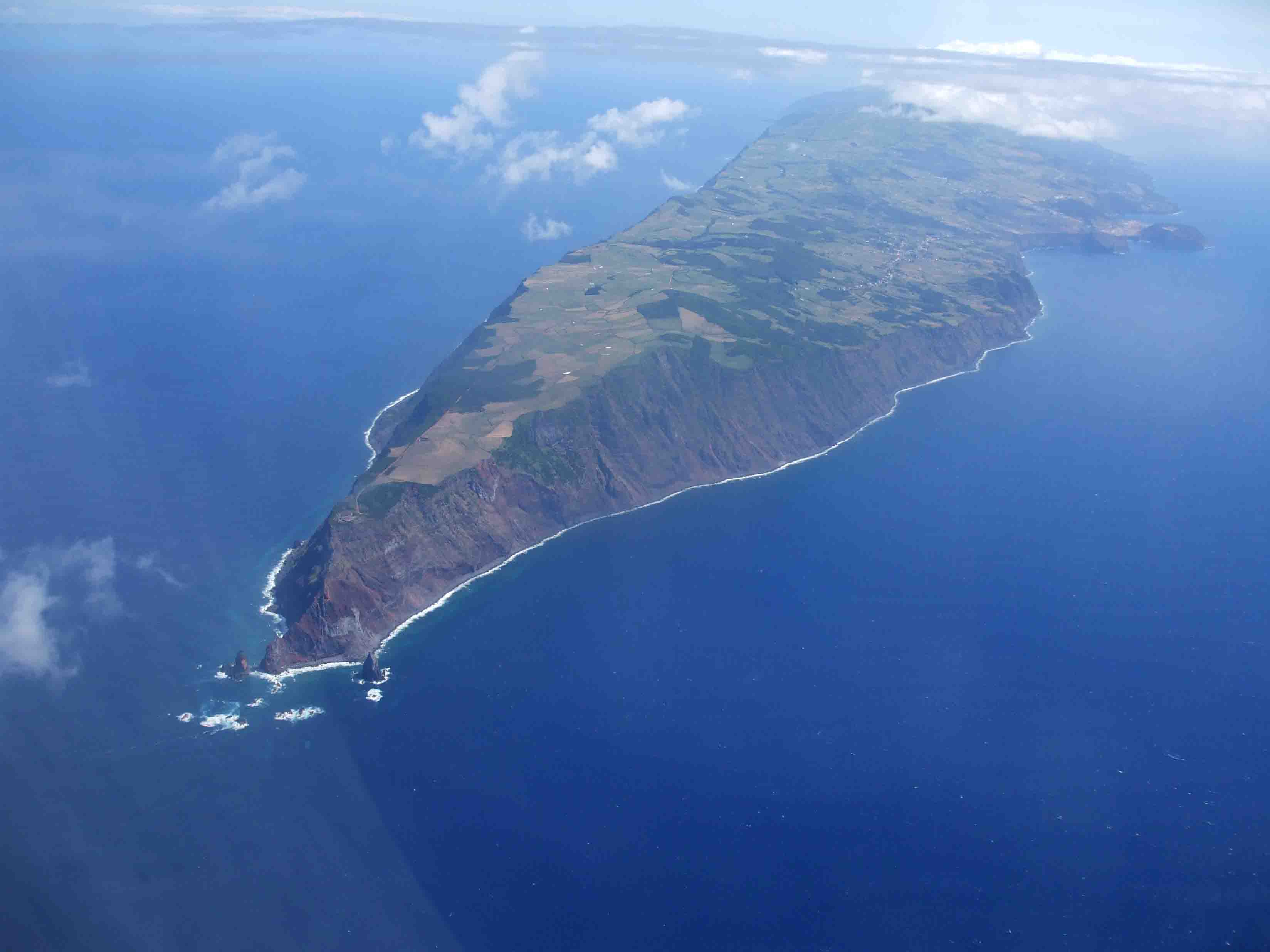
Ponta dos Rosais, ilha de São Jorge.

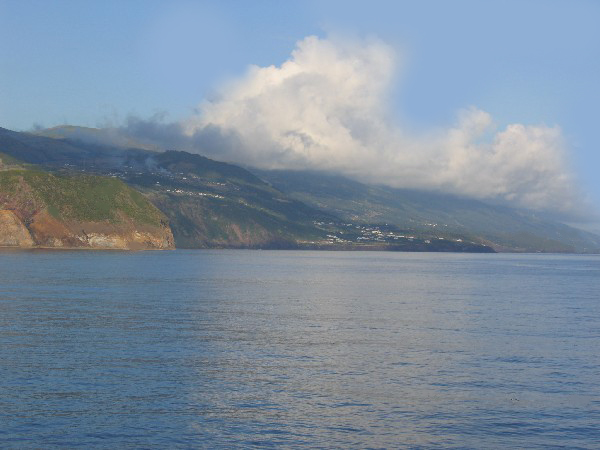
Costa Sul da ilha de São Jorge, Açores, Portugal.jpg

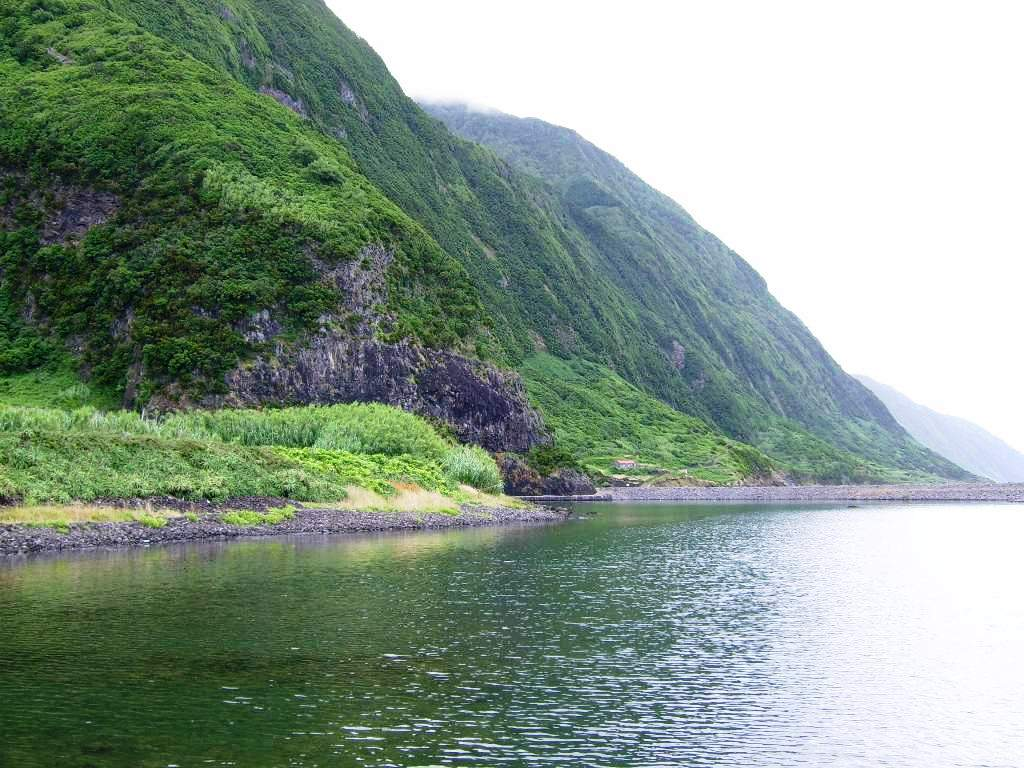
Lagoa da Fajã de Santo Cristo, ilha de São Jorge.

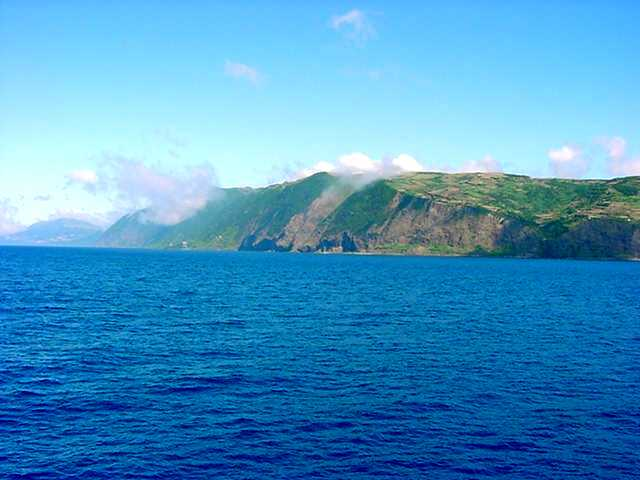
Ilha de São Jorge, costa sul

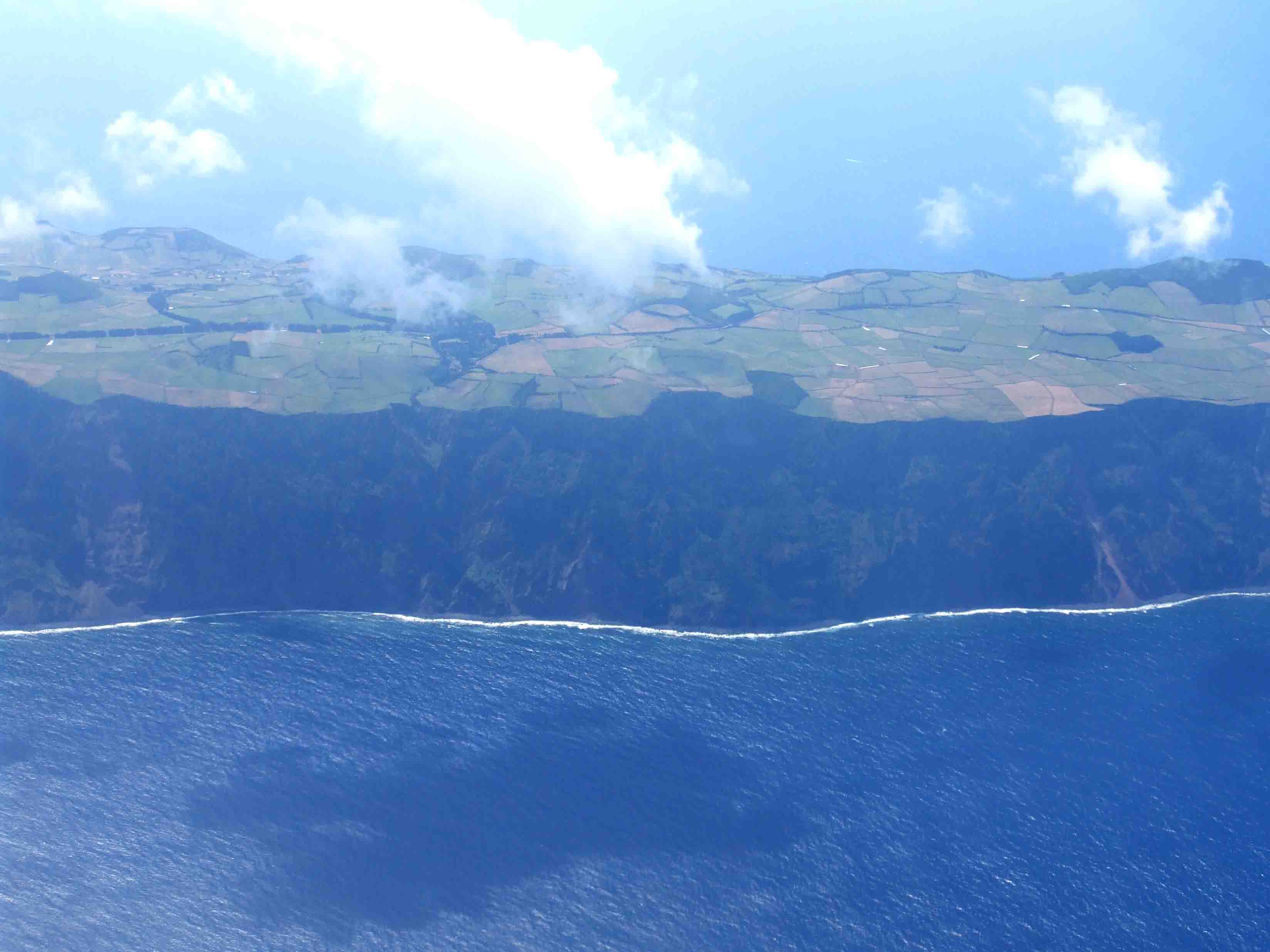
Falésais da costa norte da ilha de São Jorge

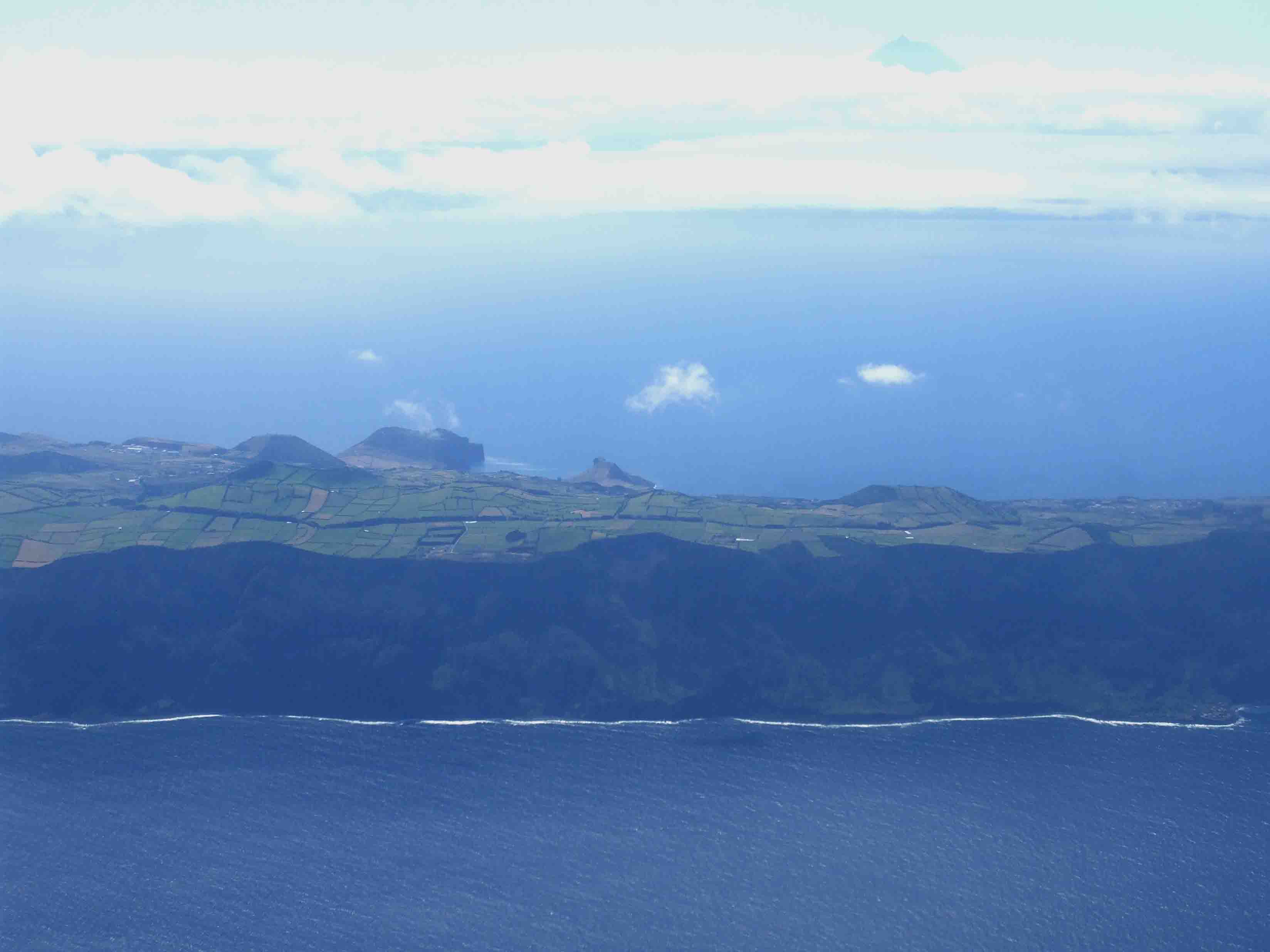
Falésias da costa norte da ilha de São Jorge

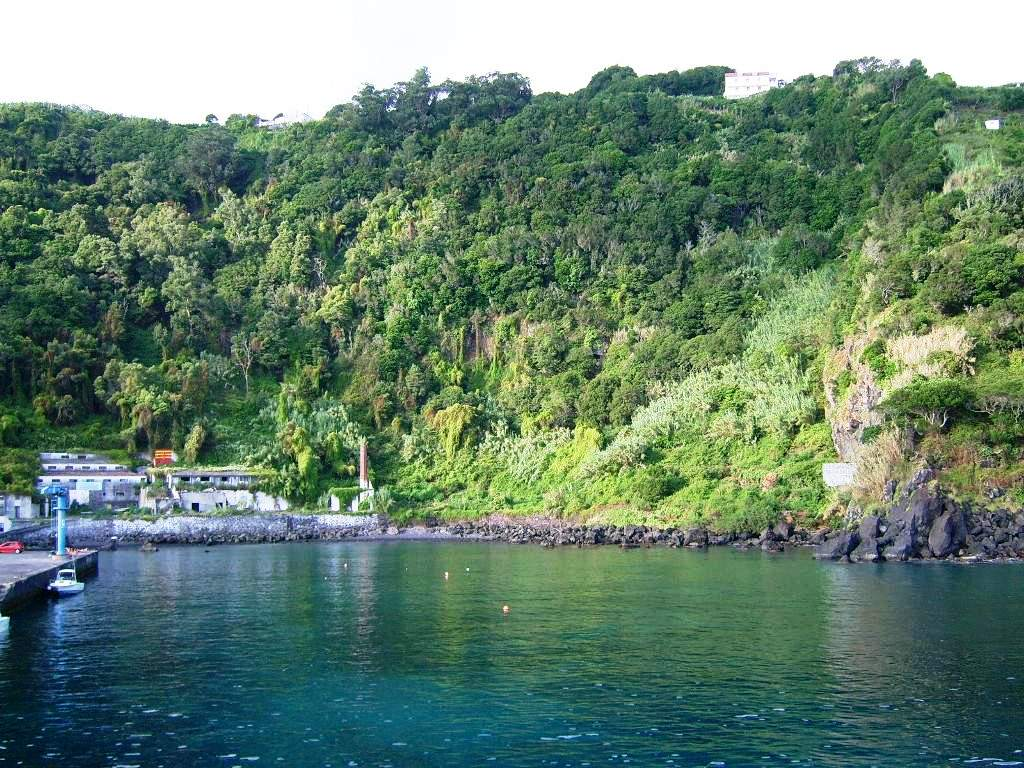
Interior da Baía da Calheta, Vila da Calheta

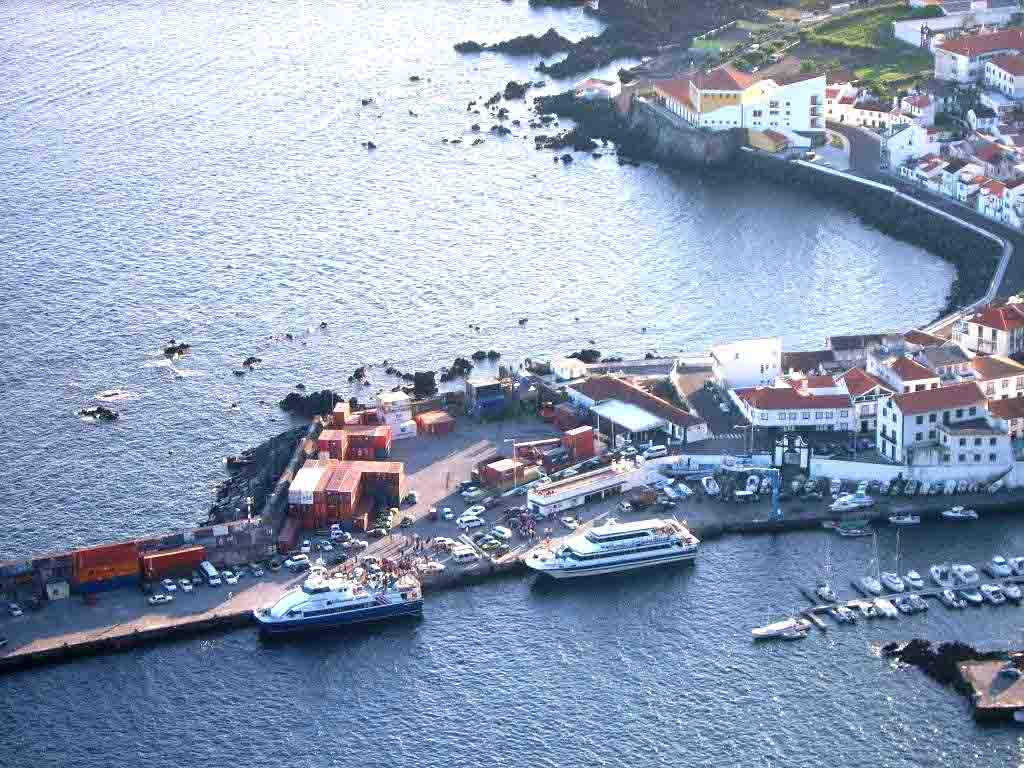
Porto de Velas, Velas

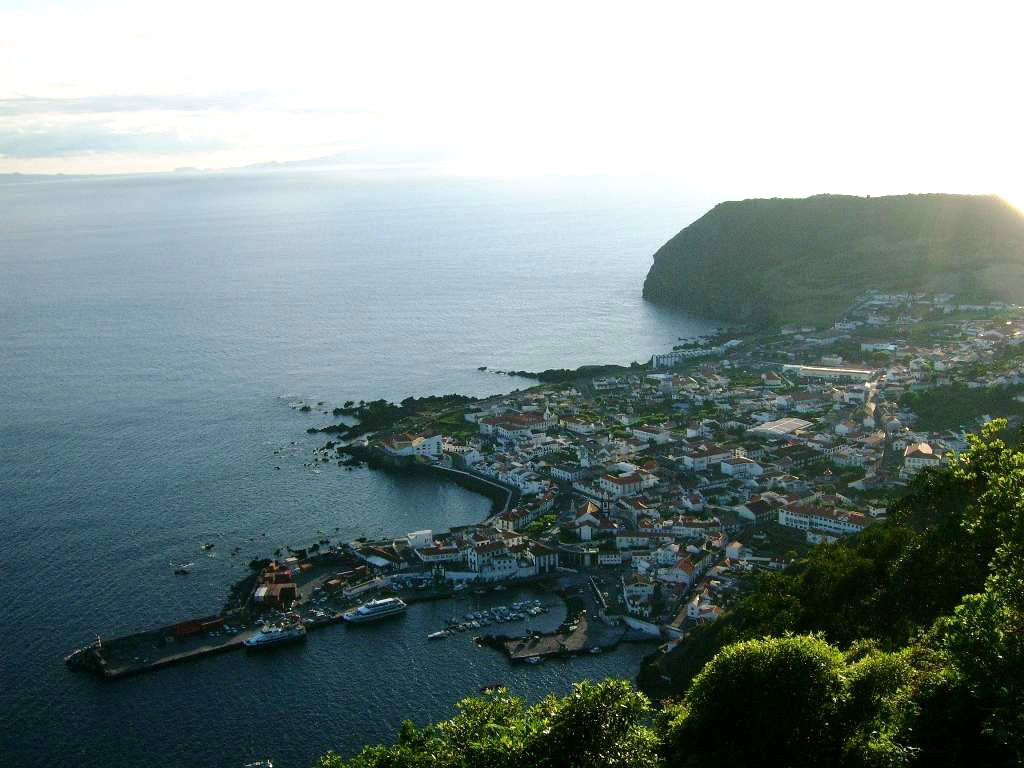
Velas, ao pôr do sol

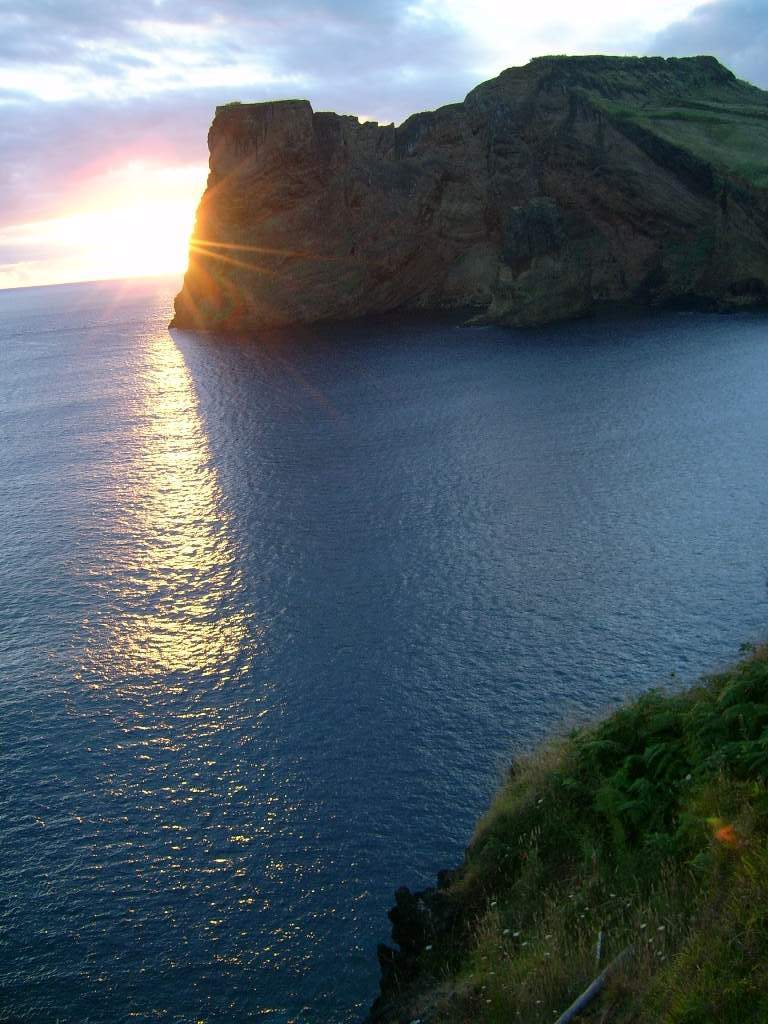
Morro Norte, Velas, pôr do sol

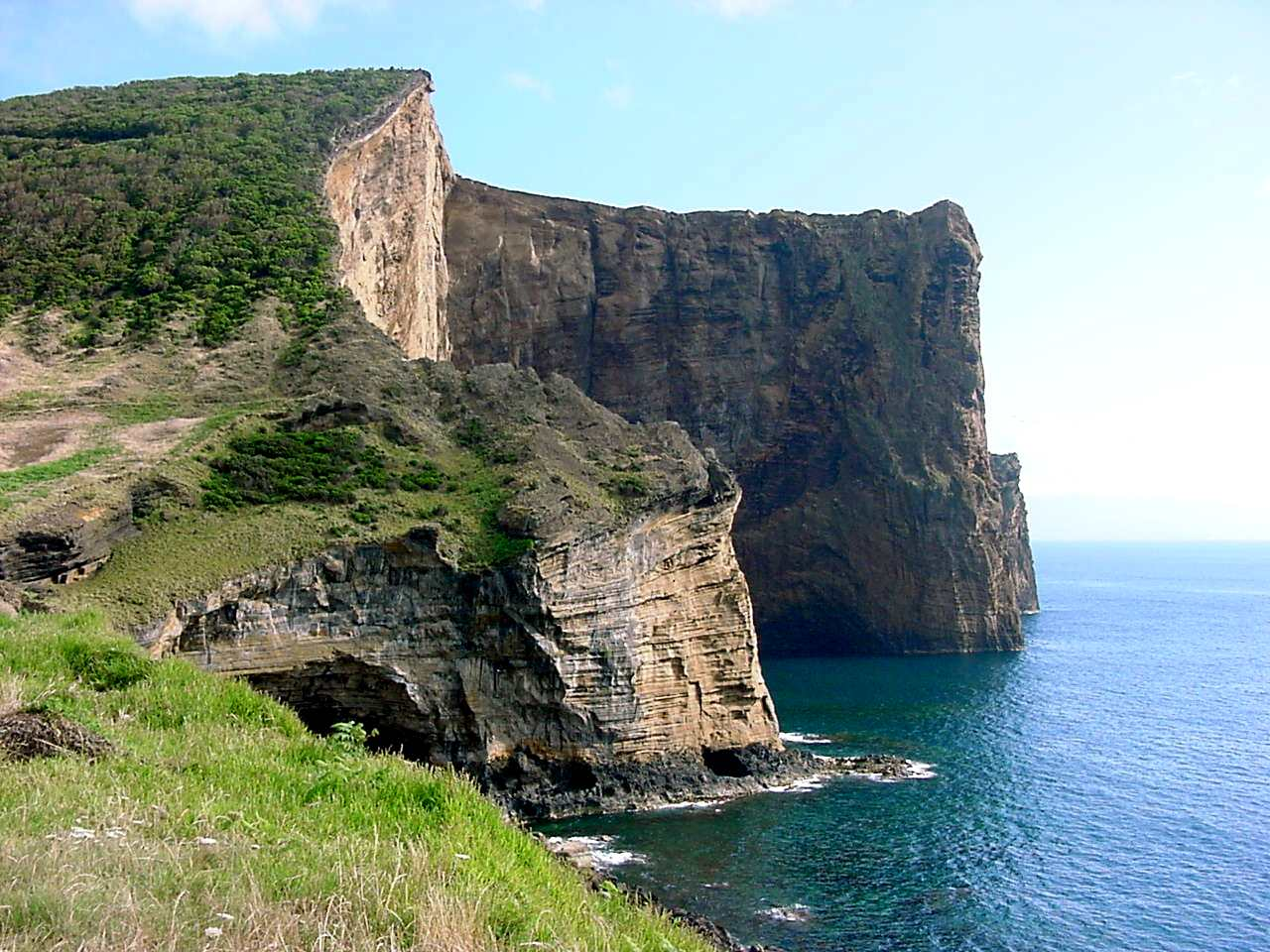
Morro de Velas, Costa Sul da ilha de São Jorge

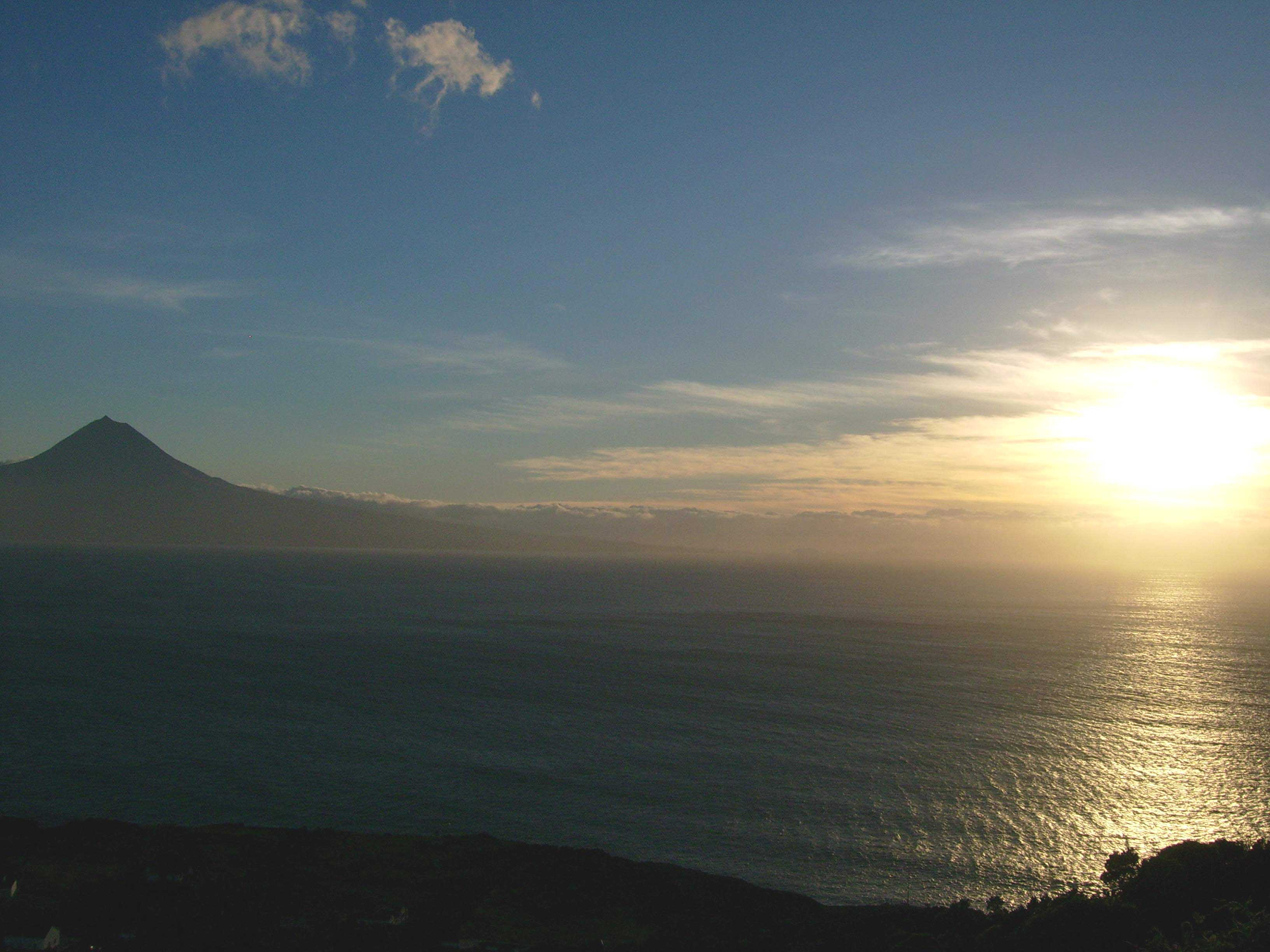
Pôr do sol próximo das Velas, ilha de São Jorge com a ilha do Pico como fundo.

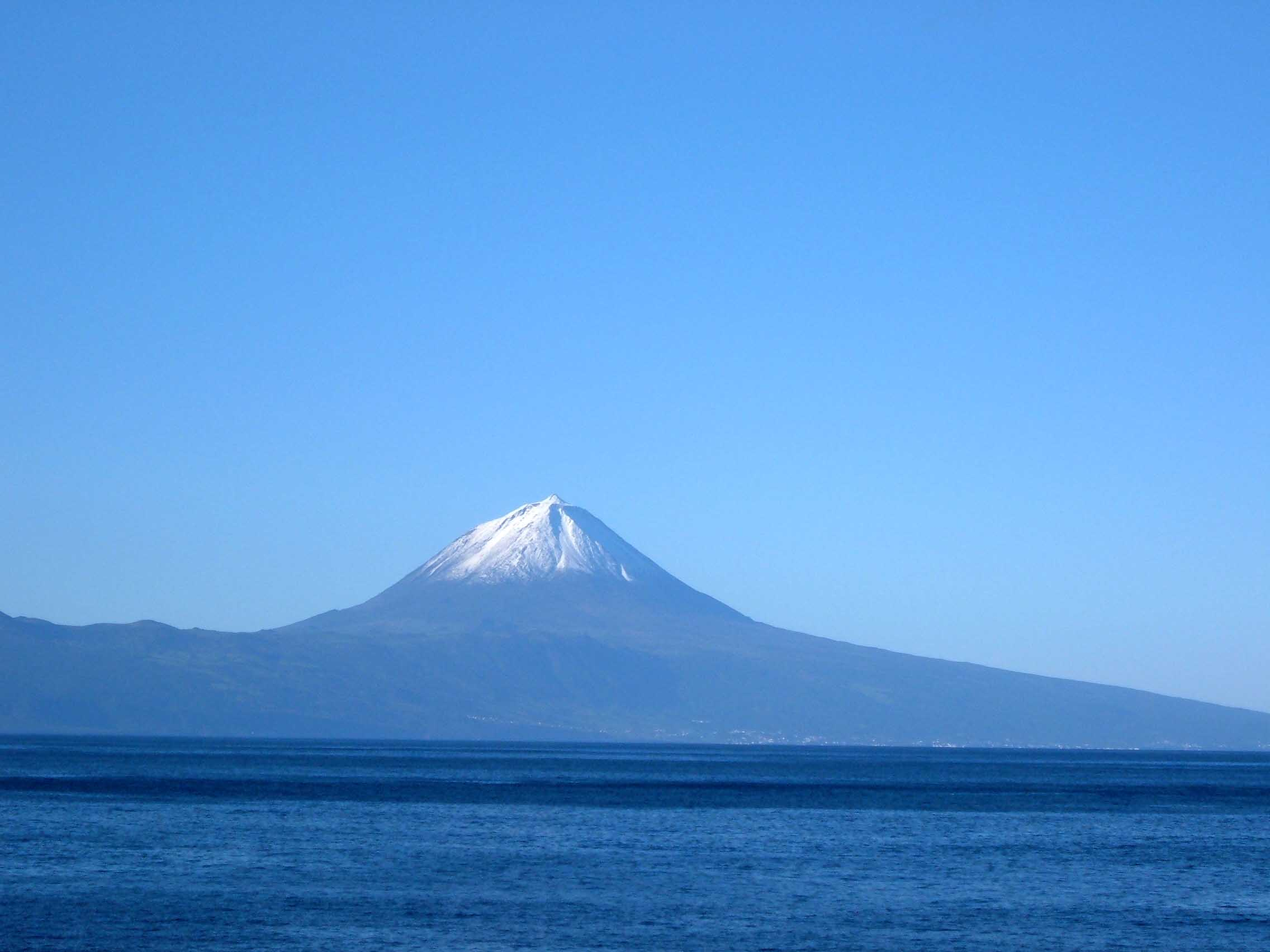
Ilha do Pico vista da Fajã Grande, Calheta, ilha de São Jorge.

A grande particularidade desta ilha são as Fajãs, quase todas habitadas mas de acesso muito difícil. Na costa Norte, destacam-se as Fajã do Ouvidor, Fajã da Caldeira de Cima, Fajã da Ribeira da Areia, Fajã dos Cubres e Fajã da Caldeira de Santo Cristo. Na costa Sul, as mais importantes são a Fajã dos Vimes e a Fajã de São João.
A sua origem está ligada um vulcanismo fissural promovido pela expansão da crosta do Atlântico e está associada a uma falha transformante que vai desde a CMA até a ilha de São Miguel - a Falha de São Jorge
Foi assim esta ilha criada por sucessivas erupções vulcânicas em linha recta, de que restam crateras, a sua plataforma central tem a altitude média de 700 metros, descendo muitas vezes quase a pique desde essa altitude até às fajãs junto do mar. Tendo assim alguns locais uma costa altamente escarpada e quase vertical, sobretudo a norte. Está situada a 28º 33’ de longitude Oeste e a 38º 24’ de latitude Norte.
O clima como nas restantes ilhas do grupo Central, é moderado, com temperaturas médias anuais oscilando entre 12 °C (53 °F) e 25 °C (77 °F).
Esta ilha apresenta um perfil bastante alongado e bastante estreito que a torna única a nível do arquipélago dos Açores, dado que nenhuma outra apresenta semelhante característica. É uma ilha cujas Serras são muito elevadas nas vertentes voltadas ao Norte, principalmente devido à forte e constante abrasão do mar e também porque este se apresenta nesta face da ilha bastante profundo. Estas características permitiram o surgimento da fajã que no caso da ilha de São Jorge e devido à sua quantidade é também caso único nos Açores.
A costa sul apresenta-se com um declive muito menos acentuado, descendo quase com suavidade até ao mar. Nesta costa muito mais baixa é raro surgiram fajãs.
Para esta morfologia muito terá contribuído a da tectónica regional, que formou um alinhamento de cones estrombolianos com origem no vulcanismo fissural.
Ainda na mesma edição d'A Revista de Estudos Açorianos, Vol. X, Fasc. 1, página. 63, de Dezembro de 2003, afirma-se: ("… De entre os diversos trabalhos publicados sobre a ilha de São Jorge destacam-se, por estabelecerem uma escala vulcanoestratigráfica, os de Forjaz (1966, 1979), Forjaz et ai. (1970, 1990) e Forjaz & Fernandes (1970, 1975). Posteriormente, Madeira (1998) considera as mesmas unidades definidas por aqueles últimos autores, embora (l) usando a nomenclatura apresentada na Carta Geológica de Portugal na escala 1:50.000 (Forjaz & Fernandes, 1970); (2) inserindo as erupções históricas no complexo vulcânico mais recente e (3) apresentando algumas alterações nas manchas cartográficas definidas por Forjaz et al.(1970), que não se mostra relevante pormenorizar no âmbito deste trabalho.
Sucintamente serão caracterizados os diferentes complexos,  que por ordem decrescente de idades são: Complexo Vulcânico do Topo, Complexo Vulcânico dos Rosais e Complexo Vulcânico de Manadas. …")
Pede desta forma descrever-se a geomorfologia da ilha de São Jorge que a Revista de Estudos Açorianos, Vol. X, Fasc. 1, página. 61, de Dezembro de 2003, afirma assim: "(…  A ilha de São Jorge onde há uma clara expressão geomorfológica da tectónica regional, exibe um alinhamento de cones estrombolianos de direcção WNW-ESSE, que evidencia um vulcanismo fissural por excelência.
A ilha desenvolve-se ao longo de cerca de 55 km, desde a Ponta dos Rosais até ao Ilhéu do Topo observando-se a sua máxima largura entre a Fajã das Pontas e o Portinho da Calheta (aproximadamente 7 km). A área ocupada por São Jorge ronda os 246 km² (Madeira, 1998). A diferença entre um relevo vigoroso a W, e uma morfologia bastante mais suave a E permite individualizar duas regiões distintas, respetivamente, a Região Ocidental e a Região Oriental, separadas, grosso modo, pelo vale da Ribeira Seca.
A primeira abrange a área compreendida entre a Ponta dos Rosais e o limite definido pela Canada da Ponta, a norte, e a Grota Funda, a sul (Madeira, 1998). Esta é a região de vulcanismo mais recente, o que é inferido quer pelas formas bem preservadas de alguns cones e do aspeto fresco dos produtos vulcânicos a eles associados, quer por nela se situarem os centros eruptivos das erupções históricas de 1580 e 1808. Uma atividade vulcânica mais intensa foi determinante para que no centro e na parte oriental desta região se observem as maiores altitudes, nomeadamente no Pico da Esperança (1053 m). Pelo contrário, no extremo ocidental da ilha, a ausência de um processo construtivo similar permitiu que os efeitos erosivos marinhos prevalecessem, afetando drasticamente a superfície da ilha nas imediações de Rosais.
Para além dos cones resultantes de uma nítida atividade estromboliana são visíveis, ainda, três cones relacionados com atividade frea-tomagmática, subaérea (Pico do Areeiro) e submarina  (Morro Grande e Morro do Lemos).
Os perfis representados na são demonstrativos do contraste que ocorre entre as vertentes NE e SW da ilha de São Jorge. A maioria das arribas do lado NE tem alturas entre 300 e 400 m e declives bastante acentuados (45° a 55°; Madeira, 1998). Neste sector são visíveis várias fajãs, sendo algumas lávicas (Fajã do Ouvidor, Fajã das Pontas e Fajã da Ribeira da Areia) e outras detríticas (Fajã de João Dias e Fajã da Penedia). No lado SW as arribas apresentam alturas mais variáveis, no entanto, sempre superiores a 100 m. Ao longo do litoral observam-se, também, algumas fajãs lávicas, tais como Fajã das Velas, Fajã da Queimada, Fajã Grande e Fajã da Calheta.
O regime de carácter periódico das ribeiras da região ocidental da ilha está fortemente condicionado pela morfologia vulcânica recente. Neste contexto, as linhas de água são pouco extensas, de padrão mais ou menos paralelo e mostram-se frequentemente pouco encaixadas, com exceção para os casos em que se desenvolvem sobre depósitos piroclásticos. A região oriental, igualmente resultante de uma atividade fissural intensa, é notoriamente mais antiga e fortemente modelada pela erosão. Deste modo verifica-se
(l) um recuo do litoral NE até à cadeia axial dos cones;  (2) que as arribas são mais altas do que as existentes na região ocidental; (3) que a morfologia original dos cones está mais apagada; (4) que os efeitos da tectónica estão mais presentes; (5) que as fajãs são todas detríticas, por ausência de um vulcanismo mais recente; (6) que os cursos de água se mostram mais encaixados no relevo e (7) que o grau de hierarquização das bacias hidrográficas é um pouco mais elevado do que na região ocidental (Madeira, 1998).
É de realçar, ainda, o facto de os cursos de água da parte oriental, por se desenvolverem obliquamente à ilha, apresentarem um maior comprimento. …)

## História

### Descoberta e povoamento
A ilha aparece figurada, sem identificação, no "Portulano Mediceo Laurenziano" (Atlas Laurentino, Atlas Mideceu), de 1351, atualmente na Biblioteca Medicea Laurenziana, em Florença, na Itália. Mais tarde, no Atlas Catalão, de Jehuda Cresques, de cerca de 1375, actualmente na Bibliothèque Nationale de France em Paris, encontra-se figurada e nomeada com o seu atual nome: "São Jorge".
Desconhece-se a data exacta de quando os primeiros povoadores nela desembarcaram, no prosseguimento da política de povoamento do arquipélago, iniciada cerca de 1430 pelo Infante D. Henrique. Gaspar Frutuoso, sem indicar o ano da descoberta, refere ter sido:
"(...) achada e descoberta logo depois da Terceira, pois não se sabe com certeza quem fosse o que primeiro a descobriu, senão suspeitar-se que devia ser Jácome de Burgues [sic], flamengo, primeiro capitão da Ilha Terceira, que depois acharia a de São Jorge, e, pela achar em dia deste Santo [23 de abril], lhe poria o seu nome, ou por ventura a achou o primeiro capitão de Angra, Vascoeanes Corte Real [João Vaz Corte Real], depois de divididas as capitanias da mesma Ilha."
A mesma data será seguida pelo padre António Cordeiro, que entretanto refere o ano como 1450. Essa data, contudo, é incorreta, uma vez que pela carta de 2 de julho de 1439 Afonso V de Portugal concede ao seu tio, o infante D. Henrique, autorização para o povoamento das (então) sete ilhas dos Açores, em que São Jorge já se incluía. Por outro lado, João Vaz Corte Real foi capitão do donatário da Capitania de Angra em 1474, e da de São Jorge em 1483. Raciocínio semelhante se aplica à figura de Jácome de Bruges.
Sabe-se, no entanto, que o seu povoamento terá se iniciado por volta de 1460. Estudos recentes indicam que o primeiro núcleo populacional se tenha localizado na enseada das Velas de onde se irradiou para Rosais, Beira, Queimada, Urzelina, Manadas, Toledo, Santo António e Norte Grande. Um segundo núcleo ter-se-há localizado na Calheta, com irradiação para os Biscoitos, Norte Pequeno e Ribeira Seca.
Diante do insucesso do povoamento da Ilha das Flores, o nobre flamengo Willem van der Hagen (Guilherme da Silveira), por volta de 1480 veio a fixar-se no sítio do Topo fundando uma povoação, e aí vindo a falecer. Os seus restos mortais encontram-se sepultados na capela do Solar dos Tiagos.
É pacífico que a ilha já se encontrava povoada quando João Vaz Corte Real, Capitão-donatário da capitania de Angra (ilha Terceira), obteve a Capitania da Ilha de São Jorge, por carta régia de 4 de Maio de 1483 (Arquivo dos Açores, vol.3, p. 13).
Como nas demais ilhas atlânticas, os primeiros povoadores, vindos do mar, fixaram-se no litoral, junto aos melhores e mais seguros ancoradouros. O crescimento populacional e desenvolvimento económico foram rápidos, de modo que:
- em 1500, a povoação das Velas foi elevada a vila e sede de concelho;
- em 1510 (12 de setembro), a povoação do Topo foi elevada a vila e sede de concelho; e
- em 1534 (3 de junho), a povoação da Calheta foi elevada a vila e sede de concelho.

Na segunda metade do século XVI, a ilha contava com cerca de 3000 habitantes, concentrados nas suas três vilas.
A economia desenvolveu-se em torno da agricultura do trigo, do milho e do inhames, complementada pela vinha. Eram importantes também o cultivo do pastel e a coleta de urzela, exportados para a Flandres, de onde eram redistribuídos para outros países da Europa. Remonta a este período a produção do tradicional Queijo São Jorge, tendo mais tarde Gaspar Frutuoso registado:
"Há nela muito gado vacum, ovelhum e cabrum, do leite do qual se fazem muitos queijos em todo o ano, o que dizem ser os melhores de todas as ilhas dos Açores, por causa dos pastos (...)." (Da Descrição da Ilha de S. Jorge. in Saudades da Terra, Livro VI, cap. 33)

### Piratas e corsários
No decorrer da sua história, a ilha foi sujeita a ataques de piratas e corsários, como por exemplo os assaltos às Velas (1589 e 1590) e de piratas da Barbária durante todo o século XVI (dos quais o mais importante registou-se em 1597). Estes últimos promoveram um grande ataque à Calheta em 1599, tendo escravizado habitantes da Fajã de São João em 1625. No século seguinte, a calmaria foi rompida pelo ataque à vila das Velas pelos corsários franceses sob o comando de René Duguay-Trouin (20 de Setembro de 1708), a caminho do Rio de Janeiro. Embora a população tenha resistido durante vinte e quatro horas, não conseguiu, no entanto, evitar o desembarque. Os invasores foram detidos no sítio das Banquetas, impedidos assim de ocuparem e saquearem as povoações vizinhas. Nessa defesa, destacou-se a ação enérgica do Sargento-mor Amaro Soares de Sousa.

### A Dinastia Filipina
Diante da crise de sucessão de 1580, a ilha de São Jorge, como a Terceira, declarou-se por D. António I de Portugal, vindo a capitular apenas quando da queda da Terceira, em 1583.
A ilha mergulha, a partir de então, num longo período de isolamento, devido em grande parte à precariedade de seus ancoradouros, incapazes de oferecer refúgio adequado às naus, bem como à limitada importância de sua economia. A Dinastia Filipina sujeitou-a a um regime tributário especial e, no geral, foi relegada a segundo plano.

### Os séculos XVII e XVIII
O século XVII na ilha foi marcado pelo chamado Motim dos Inhames, uma revolta contra os pesados impostos cobrados à população à época, que eclodiu na Calheta e no Norte Grande (1697). Em sua origem esteve a ação de Francisco Lopes Beirão que, em 1692 arrematou por três anos em Lisboa, o contrato para cobrança do dízimo das "miunças e ervagens" da ilha pela quantia de 415$000 réis.
O século XVIII foi marcado pelo grande terramoto de 9 de Julho de 1757. Durou dois minutos e causou cerca de 1.000 mortos, 125 dos quais na Vila do Topo, sendo seguido de tsunami de fraca intensidade. Desde o Topo até à Calheta não houve casa que resistisse sem danos. Nos dias que se seguiram ao sismo surgiram na costa norte da ilha 18 ilhotas resultantes dos deslizamentos de terra e, passados 3 dias, ainda se ouviam os gritos de pessoas soterradas na Fajã de São João. Este foi o maior sismo registado na história da ilha, e ficou conhecido como o "mandado de Deus".

### O século XIX
No contexto da Guerra Civil Portuguesa (1828-1834), quando da ofensiva liberal do 7.º conde de Vila Flor, regista-se o desembarque das tropas liberais na ilha (10 de Maio de 1831), tendo lugar o recontro da Ladeira do Gato, com a vitória dos liberais, registando-se algumas baixas.
Como nas demais ilhas do arquipélago, em meados do século XIX as vinhas foram devastadas pela filoxera (1850, 1860), período em que a exportação de laranjas trouxe alguma prosperidade à economia da ilha.
Na última década do século, a par com as ilhas vizinhas, inicia-se a caça à baleia.

### Do século XX aos nossos dias
O histórico isolamento da ilha só começou a ser rompido no século XX, com as obras dos seus dois principais portos: o Porto de Velas e o Porto da Calheta, a que se somou a construção do Aeródromo de São Jorge, inaugurado em 23 de Abril de 1983.
Isso abriu a ilha a novos horizontes de desenvolvimento e progresso; para o qual junta-se o aproveitamento dos seus recursos naturais, a expansão da pecuária e pesca, o fabrico do famoso queijo da Ilha de São Jorge, o turismo.
O grande sismo de 1 de Janeiro de 1980 que atingiu as ilhas Terceira e Graciosa também se fez sentir em S. Jorge. Ocorreu pelas 16:42 (hora local), durou entre 11 a 20 segundos e teve magnitude de 7,2 na escala de Richter e intensidades de VIII na escala de Mercalli na Vila do Topo e em Santo Antão, em S. Jorge, tendo aqui feito, além de extensos danos materiais, 20 vítimas fatais.
Em 9 de julho de 1998 um forte sismo, que atingiu 5,8 na escala de Richter, causou danos materiais.

## Património civil humano e agrícola
Durante os cinco séculos e meio de ocupação humana da ilha o homem marcou profundamente a paisagem; de uma cobertura vegetal dominada pelas florestas de laurissilva surgem novas marcas na paisagem da ilha. Essas marcas visíveis em vários campos estão na paisagem agrícola, na construção religiosa, na civil e também militar.
Passam pelo campo civilizacional transformando São Jorge numa ilha que se do ponto de vista paisagístico é considerada profundamente monumental, no sentido clássico do termo e tendo em atenção as suas arribas, falésias e fajãs, é por outro lado um "museu vivo", que se mostra claramente na sua história e tradições materializadas ou no património móvel e imóvel que se estende desde a Ponta dos Rosais à ponta do Topo.
Ao nível do património civil, esta ilha mostra as influências recebidas do exterior ao longo dos séculos. Essas influências chegaram a através dos contactos mantidos desde o século XV com várias regiões de Portugal e de outros países conforme a origem dos povoadores. Aqui e ali surgem na paisagem influencias espanholas trazidas eventualmente pelos Ávilas e da Flandres trazidas estas pelo povoador Willem van der Hagen. Manifestam-se principalmente nas construções mais antigas.
Este património também está nas adaptações que o homem fez da paisagem, seja por necessidade ou seja pela criatividade, de forma a facilitar a vida quotidiana, numa terra virgem e cujo ambiente nem sempre foi o mais dócil se tivermos em atenção não apenas as erupções vulcânicas, estas por si mesmas grandes transformantes da paisagem, mas também os terramotos, e a datação da própria orografia jovem que origina à queda de falésias, dando estas origem às características fajãs de São Jorge.
Este património pode ainda ser dividido entre as suas versões "rural" e "urbana", com as suas atuais vilas (Velas e Calheta) onde a arquitetura urbana mais se faz sentir, sem ainda esquecer o antigo concelho do Topo e a sua principal localidade (Vila do Topo).
Nos povoados mais antigos nota-se uma transição do rural ao urbano mais acentuada. Esta transição tem expressão na localidade do Topo, um dos mais antigos povoados da ilha de São Jorge, podendo aqui caracterizar-se por uma estrutura urbana bem acentuada. A Vila da Calheta tem uma estrutura urbana mais frágil e menos organizada desde o seu inicio construtivo, mantendo umas características tradicionais de ruas algo desalinhadas.
Na localidade da Velas existe uma estrutura urbana bem consolidada, para o que também contribuiu a plataforma plana onde o povoado se desenvolveu.
O povoamento rural mostra-se disperso, e basicamente ordenado ao longo das vias de comunicação apresentando grandes espaços vazios de habitações entre as localidades.

## Desenvolvimento económico
Depois do estabelecimento de forma definitiva dos primeiros núcleos de povoadores e também depois de garantida a sua subsistência mais imediata principalmente do ponto de vista alimentar e de abrigos, deu-se o início do seu desenvolvimento económico que aconteceu com o cultivo da urzela e do pastel e a introdução de diversas culturas exportáveis como foram o trigo ou o milho.
O trigo foi um produto base da alimentação, tendo sido introduzido logo nos primeiros tempos do povoamento, foi além de uma base alimentar um importante produto de exportação para o reino e Praças da África Portuguesa, transformando-se assim num dos mais importante produtos de obtenção de riqueza, riqueza essa que no entanto ficava quase sempre na posse dos grandes latifundiários rurais pouco chegando a uma imensa mão de obra rural e barata que lutava pela subsistência.
O pastel foi um dos grandes produtos de exportação da ilha de São Jorge e dos Açores em geral. Foi introduzido nesta ilha pelo povoador Guilherme da Silveira por volta de 1490. Era exportado, junto com a urzela para a Flandres, de onde Guilherme da Silveira era natural. Nesses mercados centro Europeus, tanto a urzela como o pastel atingiam grandes preços e davam grandes lucros. Eram usados para efeitos de tinturaria.
O cultivo da Videira, mais tarde foi também um dos grandes produtos agrícolas da ilha de São Jorge. A vitivinicultura desempenhou um importante papel económico logo depois de passar o ciclo do trigo, do pastel e da urzela. Assim o vinho foi a mais importante exportação da ilha desde pelo menos 1571 e durou por três séculos.
Encontrando-se já no século XV, disseminado por parte significativa da costa sul da ilha de São Jorge, depois das primeiras experiências realizadas na ilha Terceira e na ilha de São Miguel.
Foi uma cultura que, devido às condições geológicas, se adaptou bem à faixa que vai desde o lugar da Ribeira do Almeida e freguesia da Queimada (Velas) até à freguesia das Manadas, com extensões cultivadas em várias fajãs do concelho da Calheta, nomeadamente na Fajã dos Vimes, na Fajã de São João, na Fajã do Ouvidor, na Fajã Grande entre outras.
Estes eram terrenos não adequados à cultura de cereais, para os quais foi encontrada esta cultura "alternativa".
As maiores produções localizaram-se principalmente no eixo Queimada–Urzelina–Manadas, de tal modo que esta parte da ilha se transformou num dos melhor espaços da ilha, sendo também o mais estimado e lucrativo.
As castas dominantes foram as do verdelho e do terrantez, embora também se tenha cultivado bastardo, moscatel, e alicante, entre outros.
Contrariamente ao que aconteceu em outras ilhas dos Açores, como foi o caso da ilha do Pico, ou nos Biscoitos, na ilha Terceira e também na ilha Graciosa, na ilha de São Jorge as vinhas produziam espalhadas pelas faias e pelos arvoredos, embora também se fizesse o cultivo nos tradicionais currais, feitos estes com muros de pedra basáltica e que abrigavam as plantas que cresciam junto ao solo.
Em anos considerados regulares, e já no século XVI, chagou-se a produzir nesta ilha vários milhares de pipas de vinho. Só na Queimada chegou-se às 1.500 pipas. Destas 1.500 pipas chegou-se às 10 000 pipas que eram suficientes para consumo da ilha, venda em outras ilhas do arquipélago e ainda vender no continente português, além de se proceder à exportação para o estrangeiro. (O vinho do Pico, produzido com as mesmas castas, chegou a estar na mesa dos czares da Rússia). A produção regular manteve-se sempre em torno das 10000 pipas, até meados do século XIX.
A produção de vinho da ilha de São Jorge atingiu elevada qualidade do ponto de Conde de Almada, então Capitão General dos Açores, emitir em 1801 um decreto no sentido de criar a marca "São Jorge" e isto para evitar as especulações e os fraudes com este produto de tão lucrativo.
A qualidade do vinho da ilha de São Jorge foi muito apreciada na Exposição Universal de Paris de 1867, em que se afirmou que este poderia rivalizar com o Vinho do Porto.
Tal como aconteceu nas outras ilhas dos Açores e em praticamente toda a Europa, mas nesta ilha só um pouco mais tarde, em 1854, também o famoso Oidium tukeri chegou a São Jorge.
Foram feitas várias tentativas de retoma da produção, nomeadamente pelo Barão de Ribeiro (Francisco José de Bettencourt e Ávila), na Urzelina, seguido por Miguel Teixeira Soares de Sousa e Marta Pereira da Silveira, que procederam à plantação da casta Izabela.
A filoxera, no entanto, continuava a causar grandes estragos no concelho da Calheta durante a segunda metade do século XIX. Só no fim do século, é que a produção foi retomada e foi muito abundante.
Esta terrível doença da videira praticamente destruiu toda a cultura da vinha da ilha e levou muitos agricultores que dependiam exclusivamente deste produtos à falência.
Para a história desta cultura ficou o famoso vinho do lugar dos Casteletes, na freguesia da Urzelina, por ser onde se produzia um dos vinhos de maior qualidade. Envolvidos nesta produção estiveram quase todas as famílias latifundiárias da ilha que possuíam terras em locais cuja produção do vinho fosse possível. Foi o caso da família Noronha na pessoa do morgado João Inácio de Bettencourt Noronha que fazia a grande produção vinhateira não só na Urzelina, mas também na Fajã de São João.
O Ciclo da laranja foi o nome como ficou conhecido o período do cultivo da Laranja nesta ilha e nos Açores em geral. A Laranja foi uma cultura introduzida nas ilhas durante o século XVII e que dado as condições ambientais aliadas à grande fertilidade do solo de cinzas vulcânicas alcançou uma grande produção. A exportação da laranja para a Inglaterra e América do Norte chegou a atingir, em anos ordinários, mais de seis barcos cargueiros por estação.
Procedeu-se ao cultivo da laranja na faixa territorial que se estende desde a localidade de Santo amaro, Urzelina, Ribeira Seca e Fajã de São João. Em anos de colheitas regulares chagou-se a produzir mais de 7000 milheiros (cada milheiro, equivale a 142 quilos, o que dá por ano o equivalente a 994 toneladas de laranja.)
A cultura do inhame foi desde a introdução desta planta na ilha de São Jorge, e mesmo nas restantes ilhas dos Açores, uma importante fonte de subsistência, particularmente das classes mais desfavorecidas. Cultivava-se em todas as freguesias e em todos os locais da ilha onde fosse possível aproveitar uma nesga de solo deixado por cultivar com outras produções tidas por mais valiosas.
Esta cultura entrou para a história da ilha de São Jorge, não só, como já referido por ser o produto alimentar por excelência das camadas mais desfavorecidas, mas principalmente, porque a cobrança do seu Dízimo originou um Motim na Calheta e Norte Grande em 1694, pelo que está representado no Escudo de Armas da Vila da Calheta.
A indústria da caça à baleia, foi igualmente e durante a última década do século XIX até meados do século XX, uma importante fonte de rendimento para uma extensa camada da população que vivia quase exclusivamente desta industria. Ao longo de locais estratégicos por oferecerem uma boa vista sobre o mar foram construídos locais de observação da baleia e que assim que um destes cetáceos era avistado, o vigia dava o alarme fazendo com que a população corresse para o cais mais próximo com o objetivo de dar inicio à caçada.
Durante o século XX, na década de 1960, foi de grande importância a pesca da albacora e do bonito, para o que foram armados diversos barcos dedicados a esta pesca cuja abundância foi tal que justificou a criação de duas unidades fabris na Vila da Calheta para a transformação e conserva do Peixe.
Atualmente a maior atividade produtiva é sem duvida a que está ligada à exploração agro-pecuária e que se devida desde a criação de bovinos quer para a produção de carne e de leite que, entregue, este último nas Cooperativas, é transformado no queijo de São Jorge, que é detentor de Denominação de Origem Protegida.
No artesanato local, destaca-se trabalhos em lã da Fajã dos Vimes, madeira de cedro na Ribeira Seca, bem como a construção de barcos de pesca na Calheta e no Topo.

## Meteorologia
São Jorge localiza-se em pleno oceano Atlântico numa zona de altas pressões atmosféricas, beneficiando da influência da corrente do Golfo que, mantendo a temperatura da água do mar entre os 17° e os 23 °C e com temperaturas atmosféricas entre os 13° e os 24 °C, condiciona a humidade do ar com uma média anual de 75 % e proporciona um regime de chuvas que ajudam a moldar não só o aspeto físico da paisagem como dos seres que a habitam.

## Flora
Está ilha era possuidora de uma flora característica e comum, aquando da sua descoberta, à flora das outras ilhas atlânticas da Macaronésia. Ao longo dos séculos a ação dos povoadores e de marinheiros vindos da África, Ásia, e Américas acabou por causar uma profunda alteração na cobertura vegetal da ilha.
Além disso, as arroteias muitas vezes feitas por grandes incêndio que ardiam durante semanas nas florestas primitivas, a agricultura e a pastorícia causaram o desaparecimento de grande parte da floresta primitiva da ilha ao ponto de atualmente só restarem vestígios nas zonas de mais difícil acesso, onde ainda é possível encontrar: cedro-do-mato, louro-sanguinho, dragoeiro, pau-branco, urze, faia, remania, vinhático. Estes locais encontram-se quase todos protegidos por lei.
A introdução de outras plantas teve também um papel importante na subsistência das populações e hoje apesar de caracterizarem, embelezarem e perfumarem as paisagens da ilha, são muitas vezes invasores e de difícil controlo chegando a causar grande dano à flora indígena. São exemplos de flora introduzida: batata, o inhame, o pastel, a batata-doce, a laranja, a conteira, a criptoméria, o linho, o trigo, o eucalipto, o milho, a vinha, a hortênsia, a acácia, entre várias muitas outras que são usadas desde a alimentação humana à animal, mas também como ornamentais.
Atualmente e em altitude predomina a pastagem, como constituinte principal da cobertura vegetal na ilha. Nas fajãs existe uma miríade de milhares de plantas em harmoniosa convivência podendo encontrar-se varias centenas de diferentes plantas em poucos hectares de terreno, constituindo um precioso e variado ecossistema em que esta coberta vegetal dá abrigo a uma fauna também muito abundante.

## Fauna
Existem poucos dados sobre a fauna primitiva desta ilha a quando da sua descoberta. Sabe-se no entanto que era composta basicamente por aves e insetos.
Algumas das espécies de aves que na altura existiam ainda hoje persistem. São o caso do cagarro, do garajau, do milhafre, do canário, da labandeira, do pintassilgo, da estrelinha (raro e protegido), do melro, do tentilhão, da gaivota.
Na orla costeira, existe uma variedade de fauna que não sofreu alterações desde a descoberta da ilha, são crustáceos e moluscos que ainda se encontram como é o caso da amêijoa, do caranguejo, da lapa-brava, do búzio, da craca, da lapa-mansa entre muitas outras populações.
Todos os animais de grande e médio porte, à exceção do morcego, foram introduzidos e, alguns deles, bem recentemente como é o caso do pardal, que chegou à ilha de são Jorge em 1970.

## Manifestações festivas de carácter popular
As principais manifestações festivas de carácter popular da ilha de São Jorge, não são diferentes das que se fazem na generalidade das restantes ilhas dos Açores, e são as Festas do Espírito Santo que convergem em torno do Império do Divino e são uma importante manifestação religiosa que tem lugar todos os domingos durante sete semanas após da Páscoa e culmina no sétimo domingo, Pentecostes, variando de localidade para localidade dentro da ilha.
A Semana Cultural das Velas é igualmente outra expressão popular que mistura o etnografia tradicional com nas novas manifestações culturais que chegam de fora. Durante esta semana celebram-se conferências e exposições de figuras destacadas da cultura de Açores. Na primeira semana de Julho são feitos concertos de artistas locais e vindos de Portugal Continental. Também se realiza durante estas festividades uma feira Taurina, e finalmente a regata de Horta-Velas-Horta, que completa o cartaz destas festas.
O Festival de Julho é o nome de outra manifestação festiva, desta vez realizada no concelho da Calheta. Estas festas duram quatro dias e são compostas por desfiles etnográficos, comédias musicais e representações teatrais, até exposições e concursos desportivos de diversas índoles.
As romarias são uma tradição da ilha de São Jorge e está profundamente ligada à crença da intervenção Divina contra a força dos Vulcões e Terramotos. Assim surge a Romaria de Nossa Senhora de Carmo que se realiza na Fajã dos Vimes, em 16 de Julho de cada ano. E a Romaria de Santo Cristo que se realiza na Fajã da Caldeira de Santo Cristo. Estas romarias são sempre compostas por uma procissão do orago do lugar, por fogos artificio e missa.

## Gastronomia
A gastronomia da ilha de são Jorge embora inclua muitas das restantes tradições gastronómicas dos Açores, tem muitas características únicas da ilha. São os pratos típicos de carne e peixe confecionados com abundância de especiarias que a estas ilhas chegaram trazidas por mar.
Entre os pratos tradicionais e exclusivos da ilha de São Jorge há aqueles que são confecionados com amêijoas, visto esta ser a única ilha dos Açores onde esta espécie existe na natureza. Esta espécie é capturada na Fajã da Caldeira de Santo Cristo, nas margens da Lagoa da Fajã de Santo Cristo.
Na doçaria existe uma grande quantidade de doces variados, alguns de origem conventual, outros criados pela própria população. Entre esses doces destacam-se: Os coscorões, as rosquilhas de aguardente, as espécies, os suspiros, os olvidados, os bolos de véspera, os cavacos, a queijada de leite, e a açucareira branca.
Nesta ilha produz-se um pão tradicional exclusivamente feito de farinha de milho que pode ser milho branco ou milho amarelo e que foi durante séculos um dos poucos cereais ao alcance de todos, já que o trigo só se encontrava ao alcance das classes mais abastadas.
O inhame foi outros dos produtos grandemente ligado à gastronomia tradicional desta ilha chegando em alguns locais a ser a base da alimentação.
O queijo de São Jorge é um produto tão importante para a economia da ilha que até foi criada a Confraria do Queijo de São Jorge.
Este é um dos produtos mais famosos da ilha e que é exportando para todo o mundo é curado durante alguns vários meses em salas onde é mantida uma temperatura e humidade constante. (A sua receita e composição não é conhecida de todos, de modo que a receita tradicional é tida como secreta). O seu sabor é algo agreste e está profundamente ligado com a alimentação do gado, seja com a erva que o mesmo come, livre nas pastagens, seja por ser habito desta ilha alimentar-se o gado principalmente durante o Inverno com os ramos do incenso, árvore do origem Oriental e que foi introduzida nos Açores e que atualmente se encontra disseminada por todas as ilhas do arquipélago.